# Morro d'Oro
Morro d'Oro est une commune italienne d'environ 3 580 habitants située dans la province de Teramo, dans la région Abruzzes, en Italie méridionale.

## Monuments et patrimoine
- Abbaye de Santa Maria di Propezzano.

## Administration
| Période                                  | Période | Identité | Étiquette | Qualité |
| ---------------------------------------- | ------- | -------- | --------- | ------- |
|                                          |         |          |           |         |
| Les données manquantes sont à compléter. |         |          |           |         |

### Communes limitrophes
Atri, Notaresco, Roseto degli Abruzzi.